# Goodbye Bluebird
Goodbye Bluebird er en dansk kortfilm fra 2007, der er instrueret af Lisa Aschan efter manuskript af hende selv og Peter Asmussen.

## Handling
Nanna opsøges af sin udsvævende (og døende) svenske far, men vil ikke vide af ham.

## Medvirkende
- Magnus Krepper - Frank
- David Dencik - Kollega
- Stine Fischer Christensen - Nanna